# Meléneas
Meléneas o Melenas (en griego, Μελαινεαί, Μελαιναί) fue una antigua ciudad griega situada en Arcadia.
Según la mitología griega, la ciudad fue fundada por Meleneo, hijo de Licaón.
Pausanias la sitúa en el camino entre Herea y Megalópolis y a cuarenta estadios de Bufagio. Añade que había allí un manantial pero que la ciudad estaba desierta en su tiempo.